# عملية إنقاذ الرهائن في اليمن (2010)
عملية إنقاذ الرهائن في اليمن هي عملية عسكرية سعودية سرية في صعدة شمال اليمن لتحرير طفلتين ألمانيتين من بين تسعة رهائن هم سبعة ألمان وبريطاني وكورية جنوبية، خطفوا في يونيو 2009، في محافظة صعدة في اليمن. أعلنت المملكة العربية السعودية في 17 مايو 2010، أن القوات السعودية نجحت بتحرير الطفلتين وقامت بتسليمهم للحكومة الألمانية.

## خلفية تاريخية
قام مجهولون باختطاف 9 أشخاص بينهم 7 ألمان ممرضتان وأسرة من خمسة أفراد بينهم ثلاثة أطفال، ومهندساً بريطانياً، ومدرسة كورية جنوبية، بمحافظة صعدة في اليمن، في يونيو 2009. وعثر على 3 قتلى، وهما الممرضتان الألمانيتان والمدرسة الكورية الجنوبية، بعد يومين من اختطافهن. وطالب الخاطفين بفدية قيمتها مليوني دولار والإفراج عن عدد من السجناء الذين تحتجزهم الحكومة اليمنية ويعتقد أن لهم صلات مع تنظيم القاعدة مقابل إطلاق سراح الأسرة الألمانية. ولم تعلن أي جماعة مسؤوليتها عن حادث الخطف.

## العملية
قامت الاستخبارات السعودية بتحديد موقع الطفلتين في مديرية شداء بمحافظة صعدة في شمال غرب اليمن، أثناء عملية تمشيط القوات السعودية للحدود السعودية اليمنية. وذكرت مصادر يمنية أن قوات الصاعقة السعودية بدعم من مروحيات إيه إتش-64 أباتشي السعودية قامت بإقتحام المناطق الحدودية اليمنية لتحرير الطفلتين. في 17 مايو 2010، أعلن المتحدث باسم وزارة الداخلية السعودية اللواء منصور التركي ان القوات السعودية نجحت بتحرير الطفلتين الألمانيتين،وأن وضعهما الصحي جيد.  وأكد اللواء منصور التركي انه لا توجد معلومات حول باقي افراد المجموعة الا انه اشار إلى ان العملية العسكرية السعودية مستمرة.

## ردود الأفعال
أعرب وزير الخارجية الألماني غيدو فسترفيله في بيان بأن الحكومة الألمانية تشعر بالارتياح لأن القوات السعودية نجحت في تحرير اثنين من خمسة أشخاص مخطوفين من رعايانا، وشكرت الحكومة السعودية.